# Helge Zöllkau
Helge Zöllkau (* 11. Juli 1961 in Gräfenthal) ist ein deutscher Leichtathletiktrainer, der insbesondere im Speerwurf mehrere Athletinnen der Weltklasse betreut.
Zöllkau war als aktiver Speerwerfer bei der HSG DHfK Leipzig aktiv und erzielte 1985 seine persönliche Bestweite mit 65,40 Meter.
Zöllkau begann seine Trainer-Laufbahn beim SC Motor Jena. 1990 wechselte er zusammen mit seiner Frau, der Speerwerferin Antje Zöllkau, zur MTG Mannheim. Nach einem Intermezzo als DLV-Juniorentrainer für Kugelstoßen und als Nationaltrainer in Katar begann er im Oktober 1999 als Trainer für die Wurfdisziplinen beim TSV Bayer 04 Leverkusen. Obwohl er dort unter anderem auch Hammerwerfer wie Karsten Kobs und Markus Esser zu zahlreichen deutschen Meistertiteln führte, ist seine Trainerlaufbahn insbesondere mit den Speerwerferinnen verbunden. Steffi Nerius gehörte bereits vor Zöllkaus Dienstantritt in Leverkusen zur erweiterten Weltklasse; mit Zöllkau als Trainer gewann sie ihre sechs Deutschen Meistertitel, wurde Olympiazweite 2004, Europameisterin 2006 und Weltmeisterin 2009. Auch nach dem Rücktritt von Steffi Nerius sind die von Zöllkau betreuten Leverkusener Speerwerferinnen wie Katharina Molitor, Linda Stahl und Annika Suthe erfolgreich. 2010, im ersten Jahr nach dem Rücktritt von Steffi Nerius, siegte Molitor bei der deutschen Meisterschaft und Stahl bei der Europameisterschaft.
2012 wurde er Hammerwurf-Bundestrainer und trainierte beispielsweise Kathrin Klaas.